# Bauernproteste in Europa ab Anfang 2024

Europäische Staaten, in denen Bauernproteste stattfinden (dunkelblau)

Europäische Bauern und Unterstützer demonstrieren seit Beginn des Jahres 2024 gegen Kürzungen von Agrarsubventionen der nationalen Regierungen, gegen zunehmende Bürokratisierung, gegen die Freihandelsabkommen der Europäischen Union mit Mercosur und mit der Ukraine, gegen Flächenstilllegungen sowie weitere Vorgaben des European Green Deal der Europäischen Union. Zu den Ländern mit verstärkten Bauernunruhen zählen Frankreich, Deutschland, Belgien, Griechenland, Polen und Italien.

## Übersicht

### Belgien
In Belgien blockierten am 1. Februar 2024 Bauern aus mehreren Ländern mit mehr als 1500 Traktoren die Zentrale der EU-Kommission mit brennenden Barrikaden und bewarfen das EU-Parlament mit Eiern und Steinen. In der Kritik der Bauern stehen überbordende Bürokratie, Flächenstilllegungen und das EU-Mercosur-Abkommen.
Am 26. Februar eskaliert der Protest von Bauern: Brennende Barrikaden, durchbrochenen Polizeisperren und Polizisten, die mit Mist und anderen Wurfgeschossen, darunter Eier, Stöcke und Flaschen, beworfen werden.

### Frankreich

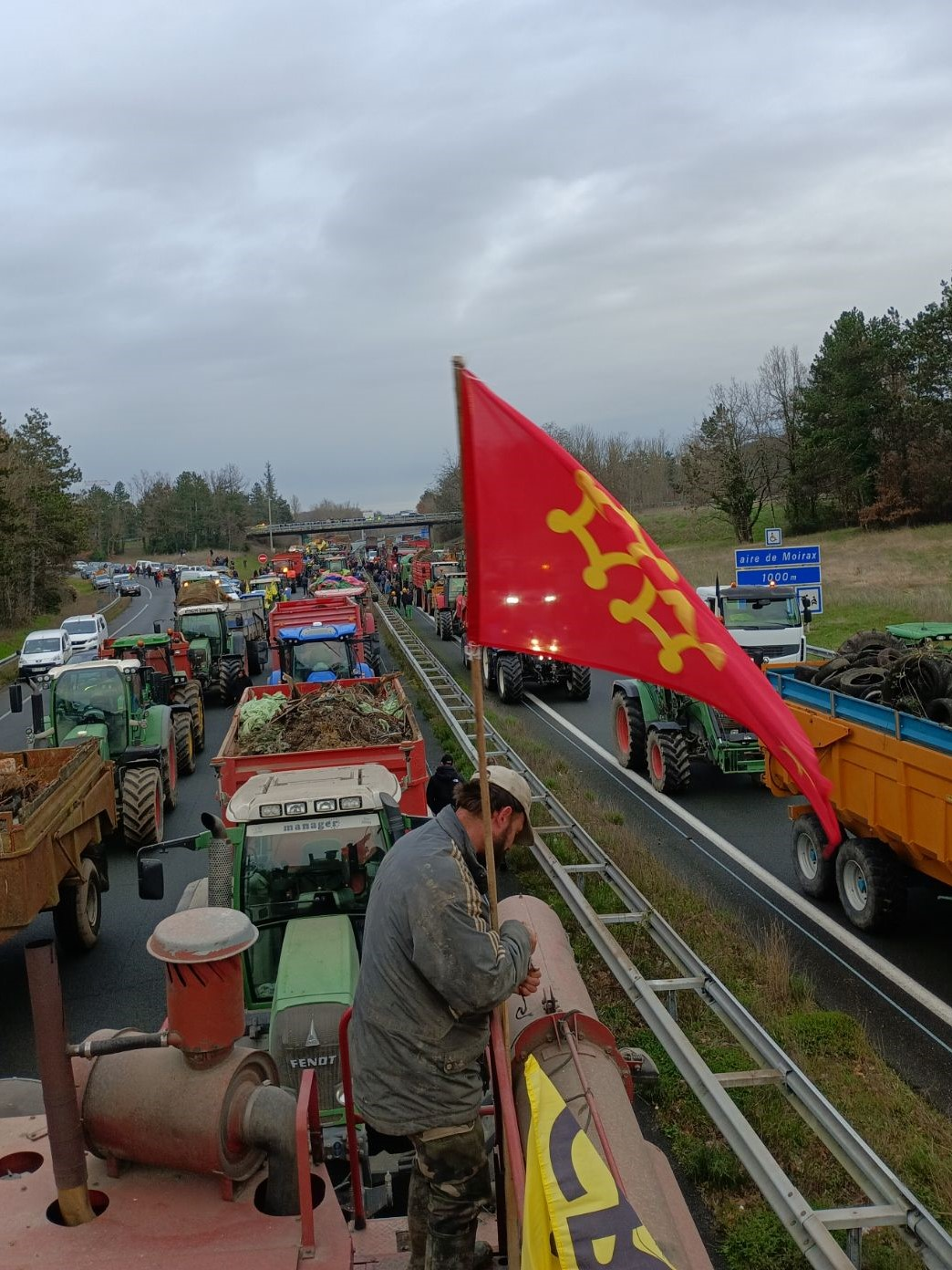
Protestaktion von Bauern mit okzitanischer Fahne in Agen, 22. Januar 2024

Frankreichs Landwirte demonstrieren seit Mitte Januar 2024 für eine bessere Bezahlung ihrer Produkte. Gabriel Attal hat die Rücknahme der Besteuerung von Agrardiesel, Nothilfen für von Unwettern getroffene Bauern und für die Biolandwirtschaft, Hilfen für den unter Überproduktion leidenden Weinbau und die Rücknahme von bürokratischen Vorschriften zugesagt. Arnaud Rousseau, Chef der FNSEA, Frankreichs größter landwirtschaftlicher Gewerkschaft, erklärte, dass nur ein Teil der 122 (140) Forderungen der Bauern berücksichtigt wurde. Ende Januar 2024 blockierten Traktoren-Korsos mit Sternfahrten Richtung Paris die französische Hauptstadt. In Agen verursachten randalierende Bauern Sachschäden im Wert von über 400.000 Euro.

### Griechenland
In Thessaloniki demonstrierten hunderte griechische Bauern mit Traktoren vor der Messe Agrotica, nachdem im Vorfeld Straßen blockiert wurden. Die Landwirte fordern verbesserte Wettbewerbsbedingungen. Diamantis Diamantopoulos, Präsident des Landwirtschaftsverbandes von Serres, kritisiert die Ankündigung der EU-Kommission vom 30. Januar 2024, das Freihandelsabkommen mit der Ukraine bis 2025 zu verlängern.

### Italien
Italienische Bauern protestieren in der Emilia-Romagna, Umbrien und Sizilien gegen Flächenstilllegungspläne. Die Bauern sollen Mais- und Weizenanbauflächen nach den Plänen der Regierung brach liegen lassen. Die AFP-Bewegung für landwirtschaftliche Erneuerung hatte zu einer Sternfahrt mit Zielort Rom für Freitag, 9. Februar 2024 mit 1500 bis 2000 Traktoren aufgerufen. Bauern fuhren mit ihren Traktoren bis zum Kolosseum und forderten ein offizielles Treffen mit Ministerpräsidentin Giorgia Meloni.

### Lettland
In Lettland demonstrierten am 5. Februar 2024 Bauern für einen Stopp russischer Getreideexporte in die EU. Zudem verlangten sie einen Abbau von Bürokratie und eine Absenkung der Mehrwertsteuer auf lokal erzeugte Früchte und Beeren.

### Niederlande
In den Niederlanden blockierten in der Nacht zum 6. Februar 2024 Bauern und Unterstützer Autobahnen und entzündeten Feuer.

### Polen
Polnische Bauern protestieren seit 2023 gegen die EU-Agrarpolitik. Zuletzt wurden am 9. Februar 2024 Grenzübergänge zur Ukraine blockiert, um auf die Folgen der Getreideeinfuhren aus der Ukraine aufmerksam zu machen. Es sei 2023 in Polen zu einem Rückgang der Erzeugerpreise für Getreide um bis zu 40 % gekommen. In Posen fuhren rund 1400 Traktoren zum Sitz des Regionalgouverneurs. Ab 20. Februar 2024 wollen polnische Bauern für 30 Tage alle Grenzübergänge in die Ukraine sperren. Nahe der Stadt Chelm öffneten Bauern Getreidelieferungen aus der Ukraine und machte diese unbrauchbar.

### Rumänien
Zehntausende rumänische Bauern und Spediteure demonstrierten seit Anfang 2024 in Bukarest und an den Grenzübergängen zu Serbien und Ungarn gegen Dumping-Import von ukrainischem Getreide. Kritik wird an hohen Versicherungen, zu hohen Dieselpreisen sowie erhöhten Steuern geübt. Nach zähen Verhandlungen hat Landwirtschaftsminister Florin Barbu Erleichterungen zugesagt. Für die rumänischen Bauern ist auch der Transit von ukrainischem Getreide an den Schwarzmeerhafen Constanta problematisch.

### Spanien
Am 6. Februar 2024 kam es erstmals zu landesweiten Protesten spanischer Bauern, nachdem zuvor nur regional kleinere Kundgebungen stattgefunden hatten. Die Landwirte besetzten und blockierten mit Traktoren Autobahnen, Landstraßen und Zufahrten zu Häfen, Großmärkten und Industriegebieten. Gefordert werden faire Erzeugerpreise, die Beibehaltung der Steuerermäßigung für Agrardiesel, strengere Kontrollen für Importe aus Nicht-EU-Ländern und ein Abbau der Bürokratie. Am 7. Februar 2024 blockierten Bauern mit 1000 Traktoren die Innenstadt von Barcelona.

## Reaktionen
Die EU-Kommission in Brüssel will in einer ersten Reaktion die Vorgabe zurücknehmen, dass europaweit 4 Prozent der Agrarflächen ungenutzt oder brach liegen gelassen werden müssen. Am 6. Februar 2024 zog die EU-Kommission in Reaktion auf die Proteste eine Pestizidverordnung zurück.